# Zruč
Zruč je severní část obce Zruč-Senec v okrese Plzeň-sever v Plzeňském kraji. Je zde evidováno 618 adres. V roce 2011 zde trvale žilo 1 661 obyvatel.
Zruč je také název katastrálního území o rozloze 4,7 km2.

## Historie
První písemná zmínka o vesnici pochází z roku 1252.

## Obyvatelstvo
| Rok            | 1869 | 1880 | 1890 | 1900 | 1910 | 1921 | 1930 | 1950 | 1961  | 1970  | 1980  | 1991  | 2001  | 2011  | 2021  |
| -------------- | ---- | ---- | ---- | ---- | ---- | ---- | ---- | ---- | ----- | ----- | ----- | ----- | ----- | ----- | ----- |
| Počet obyvatel | 260  | 371  | 518  | 623  | 651  | 643  | 847  | 948  | 1 064 | 1 105 | 1 112 | 1 127 | 1 249 | 1 661 | 1 824 |
| Počet domů     | 37   | 48   | 63   | 75   | 81   | 86   | 154  | 257  | 473   | 268   | 315   | 367   | 419   | 510   | 600   |

## Obecní správa
Při sčítání lidu v letech 1869–1991 Zruč byl samostatnou obcí, se kterým patřil nejprve do okresu Plzeň, ale v roce 1950 v okrese Plzeň-okolí a v letech 1961–1991 v okrese Plzeň-sever. Od 1. července 1991 je částí obce Zruč-Senec v okrese Plzeň-sever. V letech 1950–1991 k obci patřil Senec.

## Občanská vybavenost
- Základní škola
- Mateřská škola
- Knihovna
- Lékařská zařízení (dětský lékař, praktický l., zubař a další)
- Doprava (MHD)
- Sportoviště (tenis, beach, víceúčelové hřiště s umělým osvětlením pro všechny míčové hry, minigolf, travnaté fotbalové hřiště, fotbalové hřiště s UMT a umělým osvětlením)

## Pamětihodnosti
- Boží muka
- Kaplička

## Další fotografie

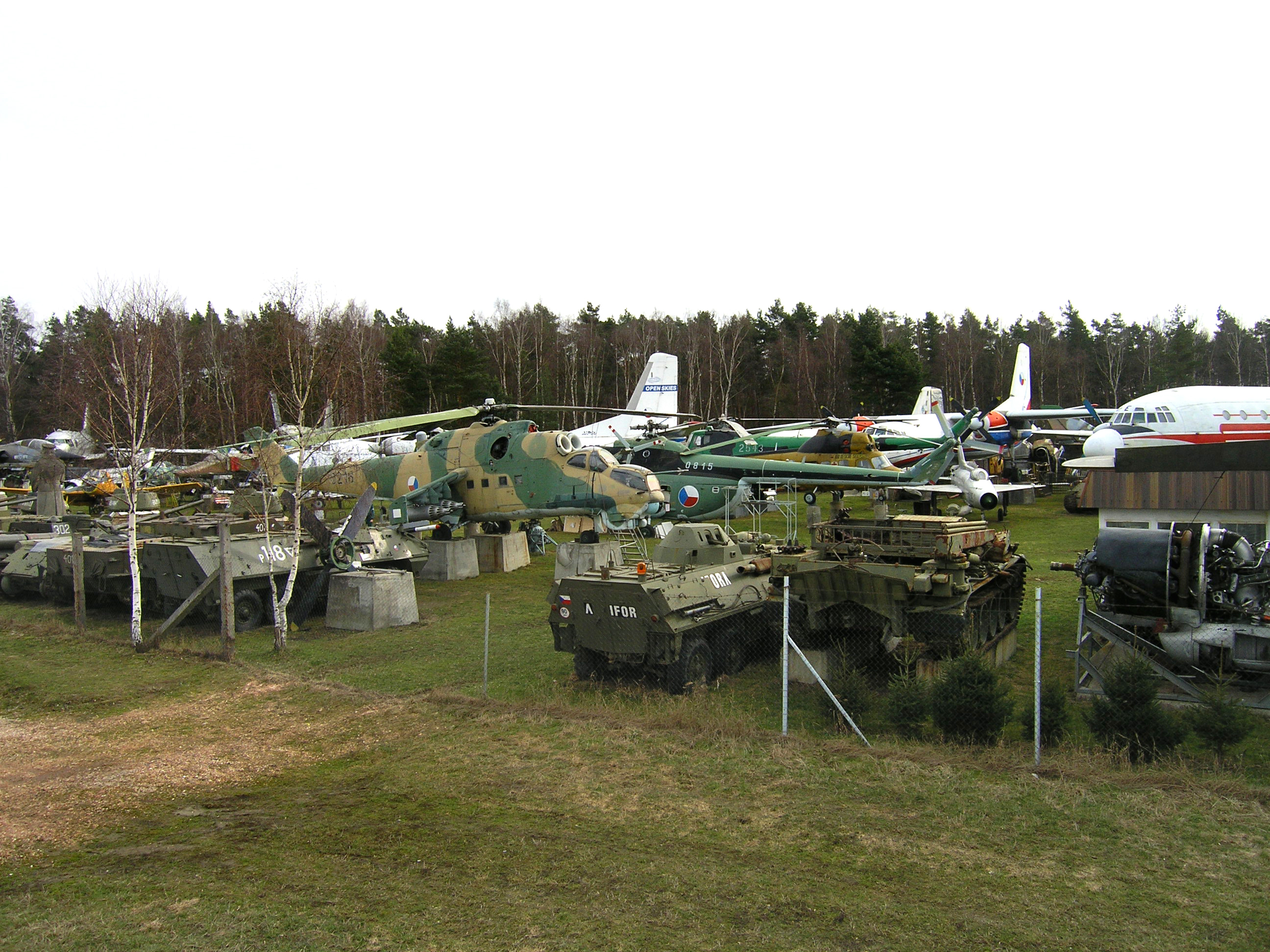
Air Park na západním okraji vesnice
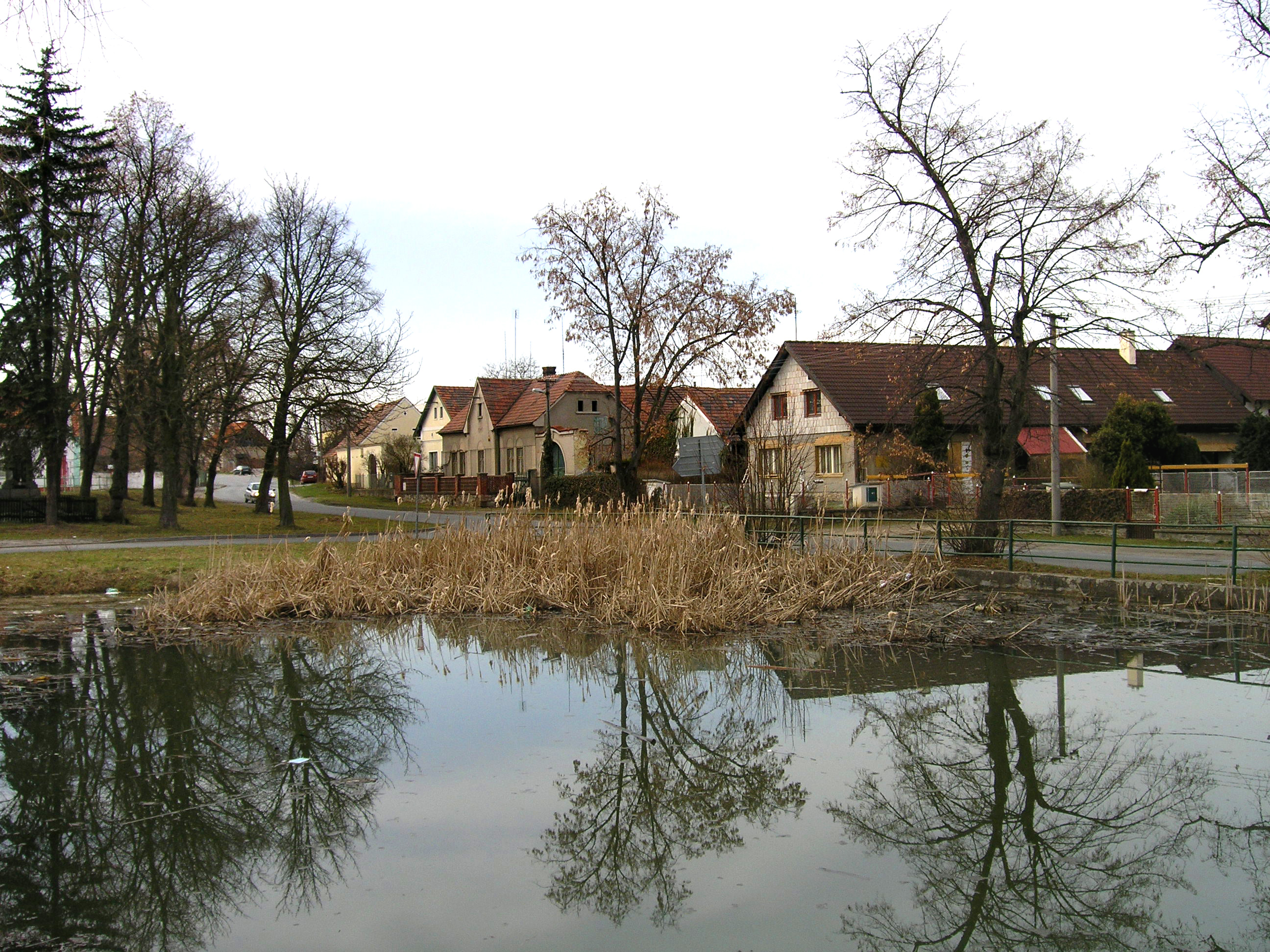
Rybník na návsi
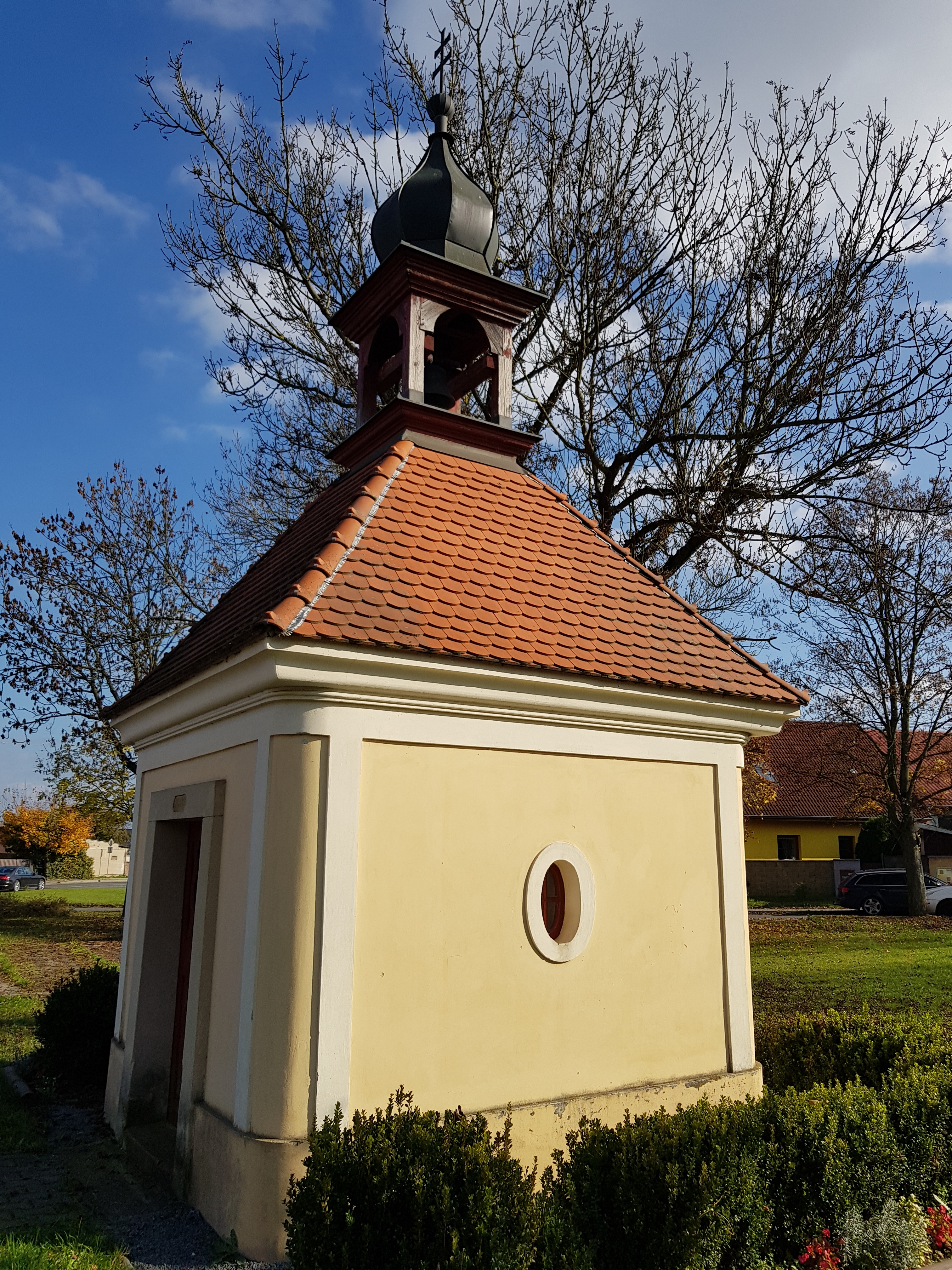
Kaplička